# 10의 거듭제곱

1부터 10조까지 10승의 시각화

10의 거듭제곱은 어떠한 정수 n을 선택한다면 숫자 10의 n 거듭제곱(10n)형태로 나타내는 수의 총칭이다. 10n의 값은 1뒤에 0이 n개 있는 수이다.

## 양수의 거듭제곱
십진 표기법에서 n번째 10의 거듭제곱은 '1' 다음에 n개의 0들을 붙인다.
| 거듭제곱 | 수     | 한자 표기 | SI 접두어 |
| -------- | ------ | --------- | --------- |
| (0)      | (1)    | (一)      | (없음)    |
| 1        | 10     | 十        | 데카 (da) |
| 2        | 100    | 百        | 헥토 (h)  |
| 3        | 1000   | 千        | 킬로 (k)  |
| 4        | 10000  | 一萬      |           |
| 5        | 100000 | 十萬      |           |
| 6        | 1000   | 百萬      | 메가 (M)  |
| 7        | 10000  | 千萬      |           |
| 8        | 100000 | 一億      |           |
| 9        | 1000   | 十億      | 기가 (G)  |
| 10       | 10000  | 百億      |           |
| 11       | 100000 | 千億      |           |
| 12       | 1000   | 一兆      | 테라 (T)  |
| 15       | 1000   | 千兆      | 페타 (P)  |
| 18       | 1000   | 百京      | 엑사 (E)  |
| 21       | 1000   | 十垓      | 제타 (Z)  |
| 24       | 1000   | 一秭      | 요타 (Y)  |

무량대수, 불가설불가설전, 구골, 구골플렉스 등도 10의 거듭제곱이다.

## 같이 보기
- 2의 거듭제곱
- 거듭제곱